# José Méndez Asensio
José Méndez Asensio (Vélez-Rubio, Almería, 21 de marzo de 1921 - Granada, 15 de abril de 2006) fue un sacerdote católico español, obispo de Tarazona, arzobispo de Pamplona y Tudela y arzobispo de Granada.

## Trayectoria

### Formación
Desde 1933 cursó estudios en los seminarios de Almería y de Granada, y se licenció en la Facultad de Teología de Cartuja en 1946.

### Presbítero
Fue ordenado presbítero el 13 de abril de 1946 ocupando los cargos de párroco en Oria, consiliario de Acción Católica, rector de los seminarios menor y mayor de Almería, profesor en este último y canónigo de la Catedral de Almería.

### Obispo
El 22 de julio de 1968 fue nombrado por el papa Pablo VI obispo de Tarazona y fue ordenado en la catedral de esta diócesis el 3 de septiembre de 1968 por el nuncio, cardenal Dadaglio.
En 1971 fue nombrado por el mismo papa arzobispo de Pamplona y Tudela, donde permaneció hasta el 31 de enero de 1978 en que fue nombrado arzobispo de Granada.
Durante su pontificado, y a propia iniciativa, se celebró en Granada el III Sínodo Diocesano, clausurado en 1990, que trató de la renovación de la Diócesis. Recibió al papa Juan Pablo II en la visita que este realizó a Granada el 5 de noviembre de 1982, pronunciado un discurso de profundo contenido social en la misa que se celebró en el barrio del Almanjáyar.
Entre 1988 y 1989 estuvo encargado de la diócesis de Almería como administrador apostólico, por enfermedad de su titular Manuel Casares.
El 8 de abril de 1988 fue nombrado obispo coadjutor de Granada Fernando Sebastián, en cuyas manos puso la administración de la diócesis hasta que fue nombrado arzobispo de Pamplona y Tudela en 1993.
Dimitió por razones de edad y le fue aceptada la renuncia el 10 de diciembre de 1996, pasando a ser arzobispo emérito de la diócesis granadina.

### Final
Asistido por las Congregación de Siervas del Evangelio, falleció en una clínica de Granada el 15 de abril de 2006 y sus restos fueron inhumados el día 17 siguiente en la capilla de la Virgen de las Angustias de la Catedral de Granada.
Era popularmente conocido como «el padre Méndez» y se le recuerda como «un pastor bueno, un administrador fiel, amigo de los sacerdotes, acompañante espiritual y promotor decidido del apostolado de los laicos»

## Sucesión
| Predecesor: Manuel Hurtado y García | Obispo de Tarazona 3 de septiembre de 1968-3 de diciembre de 1971         | Sucesor: Francisco Álvarez Martínez   |
| Predecesor: Arturo Tabera Araoz     | Arzobispo de Pamplona y Tudela 3 de diciembre de 1971-31 de enero de 1978 | Sucesor: José María Cirarda Lachiondo |
| Predecesor: Emilio Benavent Escuín  | Arzobispo de Granada 31 de enero de 1978-10 de diciembre de 1996          | Sucesor: Antonio Cañizares Llovera    |

- Datos: Q5944233
- Multimedia: José Méndez Asensio / Q5944233